# Кръстан Дянков
Кръстан Димитров Дянков е български журналист и есеист, един от големите български преводачи от английски език. Превел е творби на някои от най-значимите автори на американската литература на XX век: Джон Стайнбек, Ърскин Колдуел, Джон Чийвър, Джон Ъпдайк, Артър Милър, Тенеси Уилямс, Карл Сандбърг, Уилям Сароян и преди всичко Уилям Фокнър. Член е на редакционната колегия на поредицата „Избрани романи“ в издателство „Народна култура“. Негово дело са и много съставителства на сборници, на които той е и редактор. Автор е на редица предговори и рецензии. Работи в редакция „Международна информация“ на БТА (1957 – 1968) и е един от създателите на седмичните издания на БТА – списанията „ЛИК“ и „Паралели“. Заместник главен редактор е на сп. „Българско фото“ (1968 – 1979) и редактор в сп. „Съвременник“. Един от основателите на Съюза на преводачите в България (1974). Учредител и председател на сдружението „Приятели на САЩ в България“.

## Ранни години
Кръстан Дянков е роден на 10 ноември 1933 в София. Родът му е смесица от европейски издънки. В родословното му дърво има един чех, който открива първата аптека в столицата след Освобождението. Пряк роднина му е първият директор на прочутата Русенска мъжка гимназия в края на 19 век.
Дянков завършва гимназия през 1951 година и още от гимназиалните си години се насочва към изкуството на превода. В ръцете му попада една брошура – кратко жизнеописание на Блез Паскал, който по това време е негов любимец в областта на физиката. Превежда брошурката, за да могат да я прочетат и съучениците му.

## Кариера
Още като студент по английска филология в Софийския университет Кръстан Дянков поема професионалното поприще на литературен преводач. Първоначално превежда няколко разказа на Ърскин Колдуел, чието творчество става по-късно тема на дипломната му работа. Три от тези първи преведени разказа са публикувани в списание „Пламък“ през 1957 година и така започва същинският му творчески път. За дипломната си работа Дянков се свързва лично с големия американски писател. Колдуел му изпраща три книги с личен автограф за него, но поради съществуващата идеологическа цензура те не пристигат на неговия адрес, а се озовават в каталозите на Народната библиотека „Кирил и Методий“. Едва след време, чрез официалния адрес на Съюза на българските писатели и на сп. „Пламък“, той успява да получи други 16 тома и така завършва навреме дипломната си работа.

### Преводи
1. Ърскин Колдуел, Тютюнев път, роман, 1959, 1979
2. Джон Стайнбек, Улица Консервна, роман, 1964, 1981, 2003
3. Джон Стайнбек, За мишките и хората, новела, 1964
4. Джон Стайнбек, Благодатният четвъртък, роман, 1965, 1981, 2003
5. Джон Стайнбек, Пътешествие с Чарли, новела, 1965
6. Ърскин Колдуел, Джени, жена по природа, новела, 1966, 1977, 2001
7. Ърскин Колдуел, На колене пред изгряващото слънце, разкази, 1966
8. Артър Милър, След грехопадението, пиеса, 1966
9. Джон Ъпдайк, Кентавърът, роман, 1967, 1981, 2011
10. Уилям Фокнър, Избрани разкази, 1970
11. Джон Чийвър, Хроника на Уапшотови, роман, 1970
12. Уилям Стайрън, Самопризнанията на Нат Търнър, роман, 1972
13. Карсън Маккълърс, Часовник без стрелки, роман, 1972, 1985
14. Уилям Фокнър, Дворецът, роман, 1980
15. Уилям Фокнър, Слез на земята, Мойсей, разкази и новели, 1980, 1983
16. Ърскин Колдуел, Муха в ковчега, разкази и новела, 1980
17. Джон О'Хара, Локууд, роман, 1981, 1983
18. Тенеси Уилямс, Царството земно, пиеса, 1983, 2008, 2013
19. Карл Сандбърг, Залезът на бизоните, стихотворения, 1985
20. Джон Стайнбек, На изток от рая, роман, 1986, 1990, 2000, 2005, 2013
21. Уилям Фокнър, Врява и безумство, роман, 1988, 2005
22. Документи на американската демокрация, 1990 (с Люба Маджарова)

### Предговори и послеслови
1. Ърскин Колдуел, На колене пред изгряващото слънце, разкази, 1966
2. Карл Сандбърг, Чисти ръце, стихотворения, 1967
3. Джон Ъпдайк, Кентавърът, роман, 1967, 1981, 2011
4. Труман Капоти, Хладнокръвно, роман, 1968
5. Арчибалд Кронин, Цитаделата, роман, 1969, 1980, 1983
6. Уилям Фокнър, Избрани разкази, 1970
7. Джон Чийвър, Хроника на Уапшотови, роман, 1970
8. Уилям Сароян, Нещо като нож, нещо като цвете, изобщо като нищо на света, разкази (съставителство и превод Нели Константинова), 1971, 1980
9. Уилям Стайрън, Самопризнанията на Нат Търнър, роман, 1972
10. Сол Белоу, Не изпускай деня, роман, 1974
11. О'Хенри, Избрани разкази, 1975, 1977
12. Джон Ъпдайк, Ожени се за мен, роман, 1979
13. Ърскин Колдуел, Муха в ковчега, разкази и новела, 1980
14. Уилям Фокнър, Селцето"; „Градът, романи, 1980
15. Уилям Фокнър, Слез на земята, Мойсей, разкази и новели, 1980, 1983
16. Джон О'Хара, Локууд, роман, 1981, 1983
17. Джон Стайнбек, Избрани творби в 3 тома, 1983
18. Стъдс Търкъл, Американски мечти, интервюта, 1984
19. Джон Дос Пасос, Манхатън, роман, 1984
20. Тони Морисън, Песента на Соломон, роман, 1984
21. Джон Стайнбек, Тортила Флет, избрано, 1985
22. Ричард Олдингтън, Смъртта на героя, роман, 1985
23. Джон Стайнбек, На изток от рая, роман, 1986, 1990, 2000, 2005, 2013
24. Фланъри О'Конър, Мъдра кръв, разкази и романи, 1986
25. Джеймс Болдуин, От планината възвестявай!, роман, 1987
26. Уилям Фокнър, Врява и безумство, роман, 1988, 2005
27. Робърт Пен Уорън, Нощен ездач, роман, 1989
28. Джон Кенеди Тул, Сговор на глупци, роман, 1989
29. Олдъс Хъксли, Прекрасният нов свят, роман, 1990
30. Томас Пинчън, Обявяването на серия № 49, роман, 1990
31. О'Хенри, Сърцето на Запада, разкази, 1995

### Културна дейност
Кръстан Дянков е сред основателите на Съюза на преводачите в България (1974). Учредител и председател е на сдружението „Приятели на САЩ в България“. Работи в редакция „Международна информация“ на Българска телеграфна агенция (БТА) (1957 – 1968) и е един от създателите на седмичните издания на БТА – списанията „ЛИК“ и „Паралели“. Заместник главен редактор е на сп. „Българско фото“ (1968 – 1979) и редактор в сп. „Съвременник“. Член е на редакционната колегия на поредицата „Избрани романи“ в издателство „Народна култура“. Негово дело са и много съставителства на сборници, на които той е и редактор. Автор е на редица предговори и рецензии.

### Кино
Кръстан Дянков има изяви и като киноактьор – участва във филмите „Поетът и дяволът“ (1984) и „Заплахата“ (1989).

### Театър
Дянков става драматург на Театър „София“. През февруари 1998 година заедно с актрисата Катя Паскалева поставя в Сатиричния театър пиесата на Жан Клод ван Итали „Скитница“. Сам обяснява театралния си опит така: „С пиесата се пробвах в режисурата, но не се виждам зад кулисите.“

### Интервюта
- „Българският език притежава безгранични възможности...“. Среща-разговор с Кръстан Дянков, сп. „Родна реч“, кн. 6, 1990 г.
- „Разговор с преводача Кръстан Дянков“, заснет от БНТ през 1995, но неизлъчен тогава. БНТ 2 го излъчва на 15 февруари 2013
- „Кръстан Дянков: „Българският език е силен и богат...““, интервю на Огнян Стамболиев, Litclub.bg, 28 юни 2006
- „Кръстан Дянков – двайсет години по-късно“, анкета на Емил Басат, LiterNet, 10 ноември 2008

## Признание
През 2007 година фондация „Елизабет Костова“ учредява годишна литературна награда „Кръстан Дянков“ за превод на съвременен роман от английски на български език.